# Podocarpus nubigenus
Podocarpus nubigenus és una espècie de conífera de la família Podocarpaceae originària del sud-oest de l'Amèrica del Sud. És coneguda a Xile i Argentina com a mañiú mascle o simplement mañiú.

## Descripció

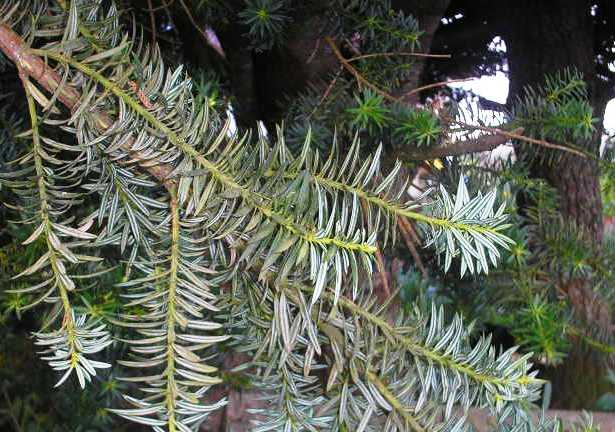
Detall del revers de les fulles, amb les dues línies blanques característiques.

Arbre de mida mitjana que pot atènyer els 25 metres, de tronc recte i copa densa i piramidal. L'escorça del tronc és marró clara, fina, composta per plaques rectangulars delimitades per marcades fissures longitudinals i es desprèn amb facilitat.
Les fulles del maniú són alternes, linears, lanceolades, lleugerament mucronades i d'uns 2,5-4,5 cm de longitud per uns 4 mm. d'amplada. Són d'un color verd fosc per l'anvers i el revers presenta dues marcades línies clares.
És una espècies dioica. Les inflorescències masculines apareixen agrupades al final dels branquillons, són cilíndriques de fins 6 cm de longitud i de color blanquinós. Els arbres femella formen cons esfèrics i verdosos a les axil·les de les fulles. El con madur esdevé vermellós i de consistència carnosa i genera una llavor també carnosa en el seu àpex.

## Distribució
Present a Xile des de la província de Cautín fins a la d'Última Esperença de 0 a 1.000 msnm. També es troba a l'Argentina, però en aquest cas és molt rara i tan sols és present al parc Nacional Nahuel Huapi. Creix de forma aïllada o en petits grups en boscos humits o amb sòls entollats.

## Usos
La fusta del maniú mascle és de bona qualitat i s'ha utilitzat per a l'elaboració d'instruments musicals. Té un color grogós i vetes de color marró rogenc, és lleugera i fàcil de treballar. Tot i les qualitats de la seva fusta no s'explota degut a la seva escassetat. Al sud de Xile els exemplars joves són utilitzats com a arbre de Nadal. També se l'ha cultivat com ornamental a les illes Britàniques i als Estats Units d'Amèrica.

## Etimologia
- L'epítet nubigenus, un híbrid entre llatí i grec, significa engendrat pels núvols, en al·lusió a que creix en muntanyes emboirades de la costa xilena.[1]